# John Cochrane

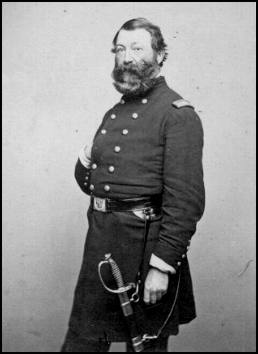
General de la Unión Johm Cochrane

John Cochrane (Palatine, Nueva York, Estados Unidos, 1813 - 1898) fue un militar de ejército federal en la guerra civil estadounidense, abogado y político estadounidense. Fue congresista por el estado de Nueva York y ministro de justicia del mismo.
Cochran se graduó en el Hamilton College en 1831 y entre 1853 y 1857 trabajó en el puerto de Nueva York. Desde 1857 a 1861 fue miembro del Congreso de los Estados Unidos por el Partido Demócrata, donde tuvo un importante papel en los debates de la reforma agraria, rentas públicas y otras cuestiones públicas.
Al estallar la guerra civil estadounidense fue nombrado coronel del Primer Regimiento de Chasseurs de los Estados Unidos, unidad a la que dirigió en la Campaña Peninsular. En julio de 1862 fue ascendido a general de brigada de voluntarios pero renunció a su cargo en 1863 debido a problemas de salud. Entre 1863 y 1865 fue ministro de justicia del estado de Nueva York.
En 1864, una pequeña parte del Partido Republicano le nominó como vicepresidente de la lista de John Charles Frémont, pero este pronto de retiró.
Como líder de la delegación de Nueva York en la Convención de Cincinnati de 1872, Cochran contribuyó de forma decisiva a la nominación para la presidencia de Horace Greeley. Cuando en 1872 apareció a la luz pública la red de corrupción de William M. Tweed, Cochran era alcalde suplente de la ciudad de Nueva York.